# Pawło Szwarc
Pawło Szwarc (ukr. Павло Миколайович Шварц, Pawło Mykołajowycz Szwarc; ur. 25 lipca 1982 w Łucku) – ukraiński duchowny ewangelicki, działacz misyjny, ekumeniczny i charytatywny. Od 9 października 2018 biskup-wizytator (tymczasowy zwierzchnik) Niemieckiego Kościoła Ewangelicko-Luterańskiego Ukrainy, zaś od 30 listopada 2019 biskup Kościoła.

## Życiorys
Urodził się 25 lipca 1982 roku w Łucku na Wołyniu. W roku 2011 ukończył studia teologiczne na Chrześcijańskiej Akademii Teologicznej w Warszawie. Po studiach odbywał praktykę kościelną w Kościele Ewangelicko-Augsburskim w RP. Brał też udział w cyklu kształcenia Szkoły Biblijnej przy Centrum Misji i Ewangelizacji KE-A w RP.
W roku 2012 ordynowany na duchownego i mianowany pastorem parafii ewangelickich w Charkowie i Krzemieńczuku. Od 2017 r. prezes Diakonii Ukraińskiej. W wyniku kryzysu w obrębie Niemieckiego Kościoła Ewangelicko-Luterańskiego Ukrainy i odwołania dotychczasowego biskupa Serge’a Maschewskiego, 9 października 2018 roku mianowany przez Synod tymczasowym zwierzchnikiem Kościoła w posłudze biskupa-wizytatora. 26 października 2019 został wybrany przez Synod DELKU na biskupa Kościoła na 5-letnią kadencję. 30 listopada 2019 został wprowadzony w urząd biskupa Niemieckiego Kościoła Ewangelicko-Luterańskiego na Ukrainie. Uroczystość miała miejsce w kościele św. Katarzyny w Kijowie i wzięli w niej udział przedstawiciele Związku Kościołów Ewangelicko-Luterańskich Rosji, Ukrainy, Białorusi, Mołdawii, Kazachstanu, Kirgistanu, Uzbekistanu, Gruzji oraz Południowego Kaukazu, a także bp Jerzy Samiec z Kościoła Ewangelicko-Augsburskiego w RP.